# Nemoraea fortuna
Nemoraea fortuna är en tvåvingeart som beskrevs av Charles Howard Curran 1936. Nemoraea fortuna ingår i släktet Nemoraea och familjen parasitflugor. Inga underarter finns listade i Catalogue of Life.